# Кенні Доргем
Ке́нні До́ргем (англ. Kenny Dorham), справжнє ім'я Маккі́нлі Го́вард До́ргем (англ. McKinley Howard Dorham; 30 серпня 1924, Фейрфілд, Техас — 5 грудня 1972, Нью-Йорк) — американський джазовий трубач і композитор.

## Біографія
Народився 30 серпня 1924 року у Фейрфілді, Техас. Його батько грав на гітарі; мати і сестра грали на фортепіано; у віці 7 років почав вчитися грі на фортепіано, а в школі на трубі. Дебютував в танцювальному гурті в коледжі Вайлі, де він вивчав фармацевтику; його товаришем в коледжі був Вайлд Білл Девіс. У 1942 році служив в армії; там був членом команди з боксу.
У 1943 році, відвідавши Окленд, Каліфорнія, він грав в Х'юстоні, Техас, з Расселлом Жаке. Переїхав до Нью-Йорка, де почав працювати з Діззі Гіллеспі та Біллі Екстайном, приєднавшись до їхніх гуртів у середині 1940-х. У гурті Гілліспі навіть співав блюз. У 1946 році записувався із гуртом Be Bop Boys на лейблі Savoy. Деякий час виступав з Лайонелом Гемптоном і Мерсером Еллінгтоном, у 1948 році приєднався до бенду Чарлі Паркера, з яким залишався до 1949. На початку і в середині 1950-х записав декілька сесій, зробивши у 1953 році свій дебютний запис в якості соліста на лейблі Чарльза Мінгуса і Макса Роуча Debut. Потім у 1955 році записав Afro-Cuban на Blue Note з Сесілом Пейном, Генком Моблі і Горасом Сільвером.
У 1954 році став учасником-засновником гурту Арта Блейкі The Jazz Messengers, а також очолював гурт Jazz Prophets (1955), однак він проіснував не довго. У 1954 році записав саундтрек до кінофільму «Зірка народилась», потім провів два роки з Максом Роучем з 1956 по 1958 (замінивши в гурті Кліффорда Брауна). Наприкінці 1950-х записувався на Riverside з Полом Чемберсом, Томмі Фленаганом, Артом Тейлором, а також на ABC-Paramount, три альбоми на Blue Note були записані наживо в клубі Cafe Bohemia, у 1958 році записувався з Джоном Колтрейном і Сесілом Тейлором для Coltrane Time.
У 1958 і 1959 роках викладав у Ленокській школі джазу, у 1959 написав музику до кінофільмів «Небезпечні зв'язки» і «Свідок у місті». У середині 1960-х очолював гурт разом з тенор-саксофоністом Джо Гендерсоном. Записав на Blue Note декілька альбомів Whistle Stop, Una Mas і Trumpet Toccata. У 1970 році записав альбом на Cadet, Kenny Dorham Sextet, з Мухалом Річард Абрамсом. Також записувався на лейблах Pacific Jazz, United Artists, Steeplechase, Xanadu і Time. Автор композицій: «Dead End», «Prince Albert», «Una Mas», «Blue Spring», «Lotus Blossom», «Epitaph», «Blue Bossa», «Whistle Stop» і «Trompeta Toccata».
Померв 5 грудня 1972 року у Нью-Йорку у віці 48 років від захворювання нирок.

## Дискографія
- Afro-Cuban (Blue Note, 1955);
- 'Round About Midnight at the Cafe Bohemia (Blue Note, 1957);
- Jazz Contrasts (Riverside, 1957; з Сонні Роллінсом);
- 2 Horns/2 Rhythm (Riverside, 1957; з Ерні Генрі);
- This Is the Moment! (Riverside, 1958);
- Blue Spring (Riverside, 1959; з Кеннонболлом Еддерлі);
- Quiet Kenny (New Jazz, 1959);
- Whistle Stop (Blue Note, 1961);
- Una Mas (Blue Note, 1965);
- Trompeta Toccata (Blue Note, 1965).